# Karen Reeser
Karen Reeser (...) è un'ex nuotatrice statunitense.

## Carriera
Vinse la medaglia d'argento nella 4x100m stile libero ai mondiali di Cali 1975.

## Palmarès
- Mondiali

Cali 1975: argento nella 4x100m stile libero.